# Гонорий II (папа римский)
Гонорий II (лат. Honorius PP. II; в миру Ламберто Сканнабекки ди Фаньяно, итал. Lamberto Scannabecchi de Fagnano; 9 февраля 1060 — 13 февраля 1130) — папа Римский с 15 декабря 1124 года по 13 февраля 1130 года.

## Духовная карьера
Ламберто Сканабекки был уроженцем Фианьяно (в окрестностях Имолы), происходил из крестьянской семьи. Будучи архидиаконом Болоньи, Сканабекки был замечен за свою учёность папой Урбаном II, призван в Рим и назначен кардиналом-священником Санта-Прасседе (1099). Папа Пасхалий II назначил Лаберто каноником Латеранского собора,а затем кардиналом-епископом Остии и Веллетри в 1117 году.
Сканабекки последовал в изгнание вместе с папой Геласием II в 1118 году и был с ним до смерти Геласия II в 1119 году. Преемник последнего Каликст II назначил кардинала своим легатом в Германии (1119 год) в период обострения борьбы за инвеституру между папством и императором Генрихом V. В течение 1119—1123 годов, легат Сканабекки и его помощник Грегорио Папарески добивались примирения императора, анафематствованного Реймсским собором, с Церковью. Завершивший борьбу за инвеституру Вормсский конкордат стал важным дипломатическим достижением легата. После подписания конкордата Ламберто Сканабекки совершил мессу, на которой собственноручно причастил Генриха V, ознаменовав тем самым конец многолетнего конфликта.

## Избрание на папский престол
Успехи в Германии и старшинство в коллегии кардиналов делали Сканабекки одним из основных претендентов на выборах папы после кончины Каликста II (13 декабря 1124 года), но кардиналы предпочли избрать Теобальдо Боккадипекора. Последний принял имя Целестин II и уже облачился в папскую мантию. Но вражда между римскими семьями Франджипани и Пьерлеони стала причиной срыва выборов — во время пения Te Deum в честь избрания понтифика Роберто Франджипани заявил, что не согласен с кандидатурой Боккадипекора. Под давлением Франджипани уже провозглашённый папой Теобальдо Боккадипекора отказался от тиары, а кардиналы избрали папой Сканабекки (15 декабря 1124 года). Новый избранник, сомневаясь в законности подобных выборов, после пяти дней раздумий отказался принять престол. Только после того, как кардиналы единодушно второй раз избрали его, Сканабекки согласился стать папой и принял имя Гонорий II.

## Взаимоотношения с европейскими монархиями
Через полгода после интронизации Гонория II скончался бездетным император Генрих V, со смертью которого пресеклась Салическая династия. На выборы нового германского короля папа направил двух легатов (одним из них был Джерардо Каччианемичи дель Орсо), при активном участии которых был избран Лотарь Саксонский. Новый король изъявил покорность папе, испросил у последнего одобрения и обещал исполнять Вормсский конкордат. Таким образом, избрание Лотаря II стало важным дипломатическим достижением Гонория II. Конрад Гогенштауфен, восставший против Лотаря II и коронованный в качестве короля Италии, был тотчас отлучён папой от Церкви, равно как и совершивший церемонию коронования архиепископ Милана.
Гонорий II сумел настоять на своей точке зрения и в конфликте с английским королём Генрихом I. При предшественниках Гонория II король отказывался допускать в Англию папских легатов, ссылаясь на исключительное право архиепископа Кентерберийского как постоянного легата. В 1125 году Гонорий II направил в Англию епископа Иоанна Кремского, который после долгих проволочек был всё же допущен в королевство. Иоанн Кремский возглавил на острове два собора: один — в Роксбурге, на котором обсуждал с шотландскими епископами их отказ повиноваться архиепископу Йорка; другой — в Вестминстере, где были утверждены канона против симонии и нарушений целибата. В Рим Иоанн Кремский вернулся вместе с Вильгельмом, архиепископом Кентерберийским. Последний добился от папы исключительных легатских прав в Англии и Шотландии, но Гонорий II сохранил за Римом право в особых случаях направлять в королевство иных легатов (1126 год).

## Конфликт с аббатом Монтекассино
Ещё до интронизации у Ламберто Сканнабекки были конфликты с влиятельным и независимым аббатом Монтекассино Одеризио. В 1126 году, воспользовавшись обвинениями, высказанными Атенульфом, графом Аквино, Гонорий II трижды вызывал Одеризио в Рим, после чего денонсировал его должность, и, впоследствии, отлучил от церкви.

## Конфликт с Рожером II
В 1127 году Гонорий II получил возможность существенно увеличить Папскую область за счет присоединения норманнских владений в Южной Италии. В 1059 году папа Николай II даровал Роберту Гвискару титул герцога Апулии, Калабрии и Сицилии, а Роберт, в свою очередь, признал себя вассалом Святого престола. 25 июля 1127 года внук Роберта Вильгельм II Апулийский умер бездетным, и его наследство, включавшее в себя Апулию и Калабрию, а также право сюзеренитета над Рожером II Сицилийским, стало выморочным. По договорённости 1125 года Вильгельм II признал своим наследником Рожера II, но затем схожие обещания были даны другому кузену — Боэмунду II Антиохийскому и самому папе. Таким образом, Гонорий II мог выступить в двойном качестве: предъявить претензии на Апулию и Калабрию в качестве законного наследника или по праву сюзерена вернуть себе выморочные владения вассала.
После смерти Вильгельма II Гонорий II прибыл в Беневенто — папский анклав посреди норманнских владений, откуда мог следить за разворачивающимися событиями. Рожер II в это же время во главе значительного флота прибыл в Салерно — столицу герцогства, здесь подкупами и уступками убедил горожан признать его своим новым герцогом. Гонорий II в своём послании запретил Рожеру II принимать титул герцога без согласия законного суверена — папы. В ответ Рожер II приступил к Беневенто, но не решился воевать с папой, а направился по территории Южной Италии, привлекая на свою сторону баронов и города. Добившись всеобщего признания, Рожер II в октябре 1127 года вернулся на Сицилию. Воспользовавшись отсутствием Рожера II, крупные континентальные бароны, включая Райнульфа Алифанского, ряд городов (в том числе Троя) заключили в Трое союз против нового герцога и призвали на помощь Гонория II. В декабре 1127 года к коалиции присоединился вновь вступивший на престол князь Роберт II Капуанский, на интронизации которого присутствовал сам папа. 30 декабря 1127 года в Капуе Гонорий II публично обвинил Рожера II в злодеяниях против папских подданных в Беневенто и отлучил его от Церкви.
Открытая война между Гонорием II и Рожером II началась в мае 1128 года. После непродолжительных манёвров противоборствующие армии встретились при реке Брадано и более двух месяцев стояли друг против друга. За это время сторонники папы перессорились между собой, и его армия стала разбегаться. В этих условиях Гонорий II был вынужден предложить Рожеру II переговоры, которые завершились договором 22 августа 1128 года. Гонорий II признал Рожера II герцогом Апулии, Калабрии и Сицилии, а тот, в свою очередь, поклялся в верности папе как своему сюзерену. Попытка Гонория II присоединить Южную Италию к своим владениям закончилась безрезультатно.

## Окончание понтификата

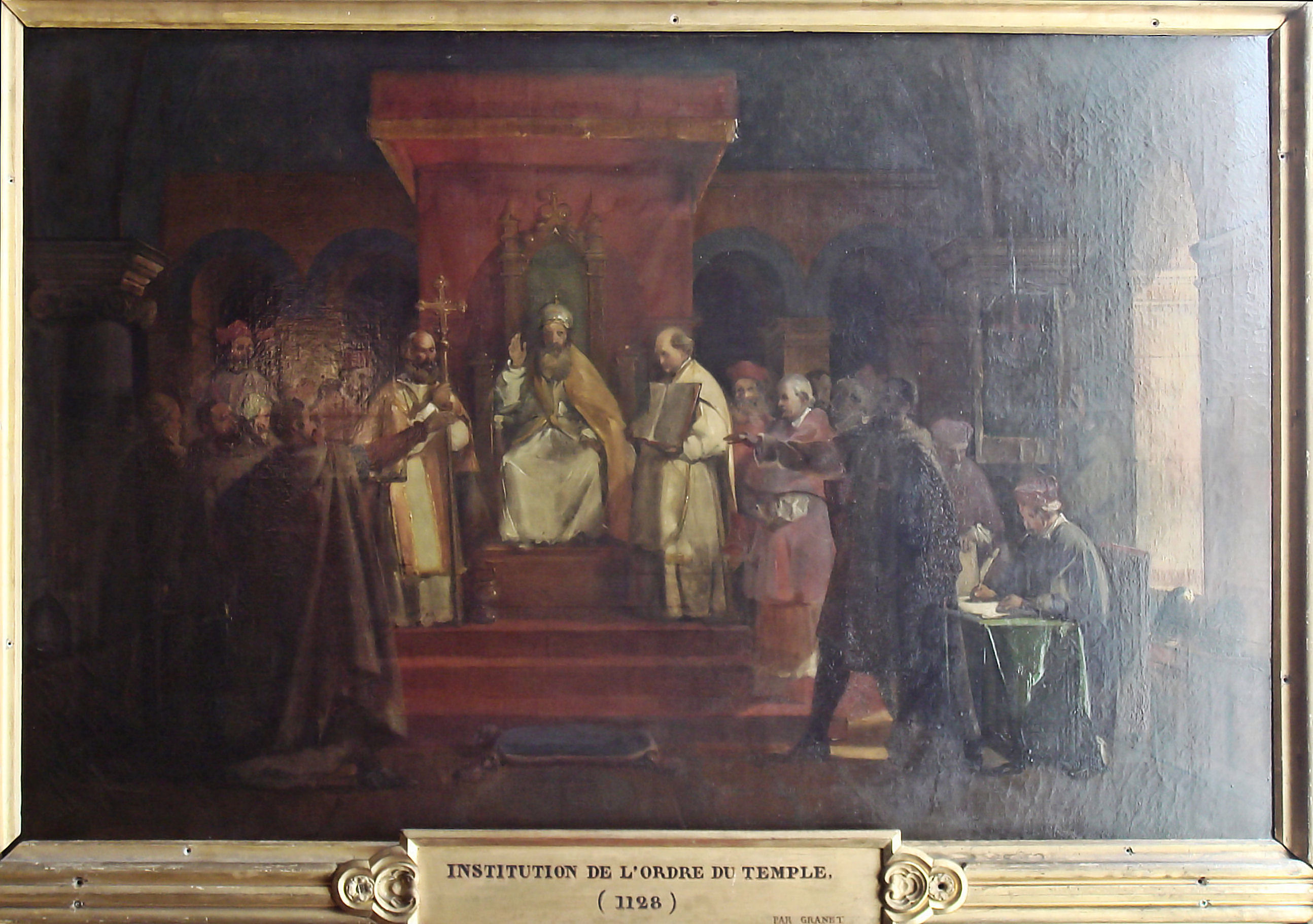
Франсуа Мариус Гранье Папа Гонорий II, предоставляющий официальное признание ордену Тамплиеров

Последние месяцы своей жизни Гонорий II был серьёзно болен и стал игрушкой в руках противоборствовавших римских партий. Семья Франджипани, надеясь выбрать нового папу сразу после смерти понтифика, захватила Гонория II и перевезла в монастырь Сант-Андреа-ин-Челио; сюда же собрались 16 кардиналов — сторонников Франджипани. Противостоящая им семья Пьерлеони и верные ей 24 кардинала собрали альтернативный конклав в базилике Сан-Марко. По требованию Пьерлеони, желавших убедиться в том, что папа ещё жив, Гонорий II последний раз предстал перед народом 13 февраля 1130 года, после чего скончался. Его тело было тайно и спешно погребено в монастыре Сант-Андреа 14 февраля, после чего 16 кардиналов выбрали новым папой Грегорио Папарески (Иннокентия II). 24 кардинала-приверженца Пьерлеони, узнав одновременно о кончине Гонория II и избрании его преемника, признали выборы незаконными и назвали новым папой своего кандидата — Анаклета II. Таким образом, кончина Гонория II стал началом очередной схизмы в Римской церкви.